# Sonny West (músico)
Joseph West (Lubbock, 30 de julio de 1937 – Grove, 8 de septiembre de 2022), más conocido como Sonny West, fue un músico y compositor estadounidense.

## Biografía
Nacido en Lubbock, Texas en 1937, West obtuvo reconocimiento por haber coescrito los éxitos de Buddy Holly: "Oh, Boy!" y "Rave On". En el año 2000 ganó el premio Million-Air de la BMI por la primera de ellas; este premio se le otorga a los compositores cuyas canciones han sido reproducidas en la radio más de un millón de veces. En 2016 fue incluido en el Paseo de la Fama del Oeste de Texas, en Lubbock.
El músico falleció el 8 de septiembre de 2022 en Grove, Oklahoma, a los ochenta y cinco años.

## Discografía
- "Rock-Ola Ruby" / "Sweet Rockin' Baby" – Nor-Va-Jak (45WA1956) (1956)
- "Rave On" / "Call On Cupid" – Atlantic (45-1174) (1958)
- "Wasted Days And Wasted Nights" / "Maybe You're The One" – Band Box (LB-2885) (1961)
- Sweet Rockin' Rock-Ola Ruby – Rollercoaster (RCCD 3050) (2002)
- Big City Woman – Sleazy (SR 19-SGCD) (2010)
- Sweet Perfume – Lance (L-2017) (2011)